# Gerald Messlender
Gerald Messlender (ur. 1 października 1961 w Baden, zm. 20 czerwca 2019 w Guntramsdorf) – austriacki piłkarz grający na pozycji obrońcy.

## Kariera klubowa
Karierę piłkarską Messlender rozpoczął w Admira Wacker Wiedeń. W sezonie 1979/1980 zadebiutował w jego barwach w pierwszej lidze Austrii. Od 1981 roku grał w podstawowym składzie Admiry. W klubie tym spędził 7 sezonów.
W 1986 roku Messlender został piłkarzem Swarovskiego Tirolu z Innsbrucka. W 1988 roku wystąpił w finałowych spotkaniach Pucharu Austrii z Kremser SC (0:2, 3:1). W 1988 roku wrócił do Admiry Wacker i grał w niej do 1993 roku. Wtedy też przeszedł do drugoligowej Austrii Lustenau i w 1994 roku jako piłkarz tego klubu zakończył karierę.
| Sezon   | Klub                 | Kraj    | Rozgrywki  | Mecze | Bramki |
| ------- | -------------------- | ------- | ---------- | ----- | ------ |
| 1979/80 | Admira Wacker Wiedeń | Austria | Bundesliga | 4     | 0      |
| 1980/81 | Admira Wacker Wiedeń | Austria | Bundesliga | 10    | 2      |
| 1981/82 | Admira Wacker Wiedeń | Austria | Bundesliga | 26    | 1      |
| 1982/83 | Admira Wacker Wiedeń | Austria | Bundesliga | 21    | 3      |
| 1983/84 | Admira Wacker Wiedeń | Austria | Bundesliga | 25    | 3      |
| 1984/85 | Admira Wacker Wiedeń | Austria | Bundesliga | 26    | 5      |
| 1985/86 | Admira Wacker Wiedeń | Austria | Bundesliga | 30    | 1      |
| 1986/87 | FC Swarovski Tirol   | Austria | Bundesliga | 24    | 3      |
| 1987/88 | FC Swarovski Tirol   | Austria | Bundesliga | 10    | 3      |
| 1988/89 | Admira Wacker Wiedeń | Austria | Bundesliga | ?     | ?      |
| 1989/90 | Admira Wacker Wiedeń | Austria | Bundesliga | ?     | ?      |
| 1990/91 | Admira Wacker Wiedeń | Austria | Bundesliga | ?     | ?      |
| 1991/92 | Admira Wacker Wiedeń | Austria | Bundesliga | 31    | 4      |
| 1992/93 | Admira Wacker Wiedeń | Austria | Bundesliga | 18    | 1      |
| 1993/94 | Austria Lustenau     | Austria | Division 2 | ?     | ?      |

## Kariera reprezentacyjna
W reprezentacji Austrii Messlender zadebiutował 16 listopada 1983 w przegranym 1:3 spotkaniu eliminacji do mistrzostw świata w Meksyku z Turcją. Wcześniej w 1982 roku był w kadrze Austrii na mundialu w Hiszpanii, na którym pełnił rolę rezerwowego. Od 1982 do 1987 roku rozegrał w kadrze narodowej 15 meczów.